# Hejnał Poznania

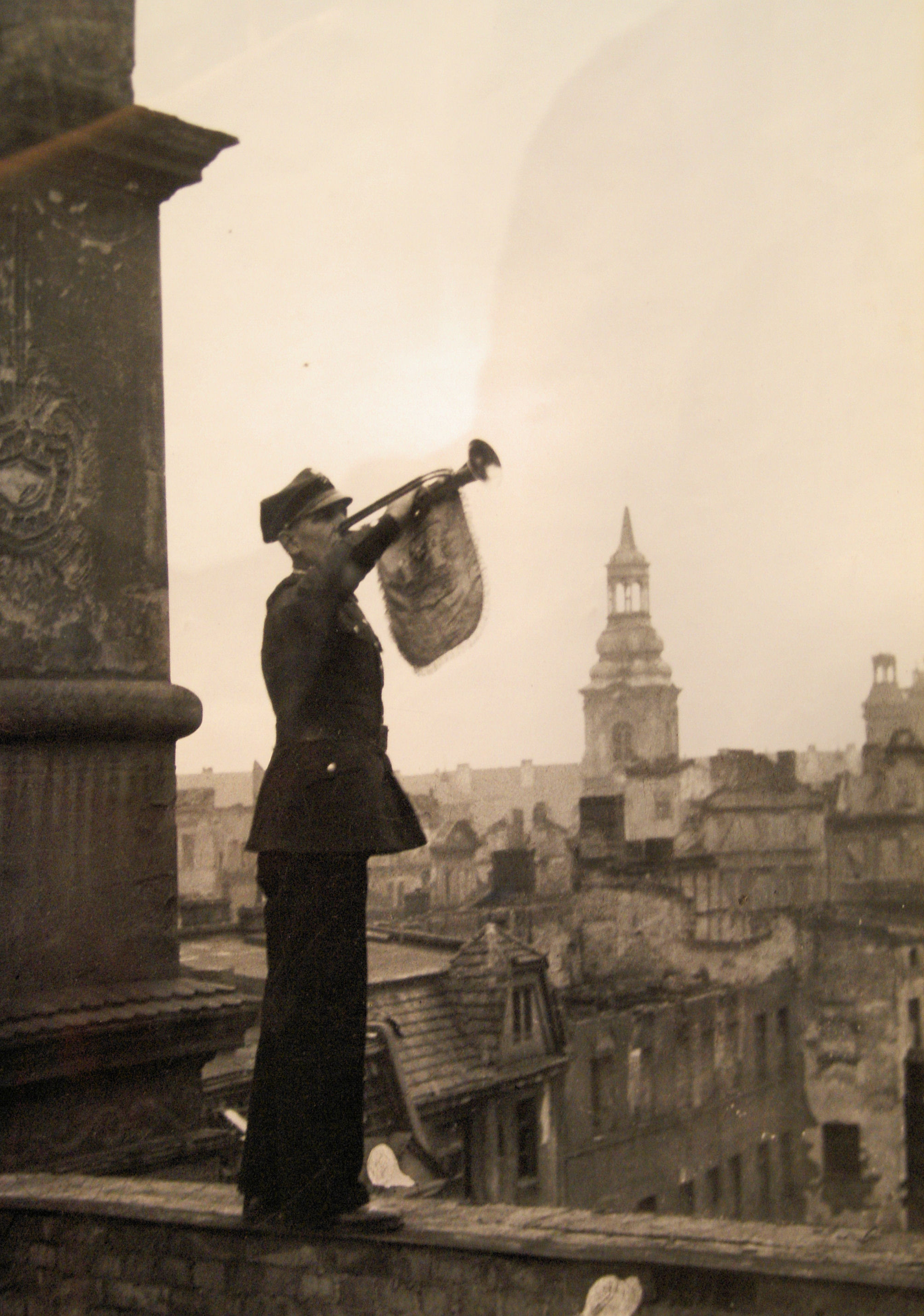
Pierwszy hejnał odegrany po wojnie na ruinach ratusza, 27 grudnia 1945

Hejnał Poznania – jeden z najstarszych hejnałów miejskich; tradycja wygrywania hejnału w Poznaniu pochodzi co najmniej z czasów renesansu. Melodia oparta jest na tradycji, nie zachował się zapis hejnału z tamtych czasów. Jednakże prosta melodia, oparta na naturalnym trójdźwięku, umożliwia odtworzenie na prostym, bezwentylowym instrumencie: rogu czy trąbce wskazuje na dawne pochodzenie. W 1726 zawieszono działalność trębacza. Od 1749 r. hejnał wygrywano wielokrotnie w ciągu doby, co godzinę od 19 do 6 rano i od 11 do 14. Tradycja wykonywania hejnału trwała do XIX w. Hejnał był odgrywany także po I wojnie światowej aż do 3 września 1939.
Uroczyste wznowienie hejnału odbyło się 27 grudnia 1945. Najpierw w sali Odrodzenia w ratuszu kapral straży pożarnej Władysław Gryska otrzymał trąbkę i złożył tradycyjną przysięgę na podstawie zapisów z Archiwum Miejskiego: „Przysięgam Panu Bogu Wszechmogącemu, iż według powinności mej straży na wieży ratuszowej tak we dnie jak i w nocy pilen będę”. Stało się to w obecności przedstawicieli państwowych i miejskich m.in. prezydenta Poznania Stanisława Sroki. O godzinie 12.00 Gryska zagrał hejnał ze zniszczonej wieży poznańskiego ratusza.
W czasach PRL hejnał grany był z okazji świąt, np. rocznicy wyzwolenia miasta lub Jarmarku Świętojańskiego. 12 maja 1991 wznowiona została tradycja grania hejnału w niedziele i święta, od połowy maja do końca września.
Dzieci z przedszkola im. Kubusia Puchatka na Dębcu wystosowały petycję do władz miasta, by przywrócić tradycję grania hejnału codziennie. Petycja została rozpatrzona pozytywnie. Od 1 czerwca 2002 r. hejnał jest grany z wieży ratusza miejskiego, codziennie o 12. Hejnalistą został Andrzej Kubiak, który podczas swojego pierwszego dyżuru zagrał w sumie pięciokrotnie, cztery razy z wieży, a raz ze schodów ratusza, dla dzieci, które zgłosiły petycję. Od grudnia 2003 o każdej pełnej godzinie między 7 a 21 jest wygrywany na kurancie.

## Legenda o hejnale Poznania
Z hejnałem Poznania związana jest legenda o uratowaniu miasta przez króla kruków, według której tradycyjny hejnał grywany jest na pamiątkę tamtego wydarzenia.
Inna legenda związana z hejnałem opowiada o trębaczu Jaśku, który trąbił hejnał po zapaleniu się wieży ratuszowej od pioruna. Winą za pożar została obarczona Kachna (wcześniej uwięziona wskutek intrygi uknutej przez Izabellę – kochankę Jana Baptysty Quadro – zazdrosną o to, że Kachna pozowała do fresku na ścianie ratusza). Ostatecznie kłamstwo Izabelli wyszło na jaw. Król skazał ją na wygnanie, a Kachnę uwolnił i oddał Jaśkowi. Jaśko otrzymał w nagrodę złotą trąbkę.

## Trębacz ratuszowy
Informacje o trębaczach miejskich pochodzą z dokumentów z XV w.. Trębacz zaliczał się do służby miejskiej, a pensję dostawał co tydzień. Trąbił w nocy o każdej pełnej godzinie, a także na alarm jeśli dostrzegł gdzieś pożar lub zamieszki. Wywieszał wtedy latarnię w kierunku zagrożenia. Za sprawne wezwanie do pomocy przy gaszeniu pożaru, hejnalista mógł liczyć na dodatkowy grosz. Do dodatkowo płatnych zadań trębacza należało również granie na uroczystych procesjach Bożego Ciała. Zwyczajowo trębacz ratuszowy miał pomocnika nazywanego trębaczykiem, piszczałką lub surmą, który otrzymywał pensję połowę niższą. 
Znani trębacze miejscy:
- 1450–1460 Jerzy, mieszkający przy ulicy Wodnej
- od 1530 Kilian, posiadający dom na Podgórzu
- 1573–1577 Piotr
- od 1584 Jakub Bąkowski z Wągrowca
- od 1627 Izajasz Tramer
- 1646–1649 Wojciech Pliszka
- 1673–1674 Andrzej Naproński
- 1701 Michał
- od 1749 Jan Mazuchowski, zarabiał 4 złote tygodniowo
- od 1751 Jan Domacki
- 1960–29.07.1976 Leon Ignaszak[21]
- od 2 czerwca 2002 roku Andrzej Kubiak[12]
- od 2015 roku Tomasz Kubiak [22]